# Razorwyre
Razorwyre es una banda de speed/ power metal de Wellington, Nueva Zelanda. Formada en 2009 bajo el nombre Gaywyre, publicaron un EP titulado "Coming Out" bajo aquel nombre antes de cambiar su nombre a Razorwyre en 2010. El EP "Coming Out" fue publicado en casete en 2011 por Infernö Records, limitado a 100 copias. Ese lanzamiento llevó a un acuerdo con la misma etiqueta para lanzar su álbum debut de larga duración, "Another Dimension" en 2012
Estuvieron planificados para actuar en el festival Keep It True XVI en Alemania en 2013, pero se canceló su actuación porque su baterista se rompió ambos brazos.

## Discografía

### Álbumes
- Another Dimension - (2012)

### Sencillos/EPs
- Coming Out - EP (2009)
- Coming Out - casete sencillo (2011)

## Miembros

### Miembros actuales
- Zane Chylde - Voz (2010-presente)
- James Murray - Guitarra rítmica (2010-presente)
- Chris Calavrias - Guitarra líder (2010-presente)
- Dave Hampton - Bajo(2013-presente)
- Nick Oakes - Batería (2010-presente)